# Берёза мелколистная
Берёза мелколистная (лат. Betula microphylla) — вид растений рода Берёза (Betula) семейства Берёзовые (Betulaceae).

## Распространение и экология
В природе ареал вида охватывает Западную Сибирь и северные районы Монголии.
Произрастает по пустынным степным долинам горных рек.

## Ботаническое описание
Дерево высотой 4—5 м. Кора желтовато-сероватая, иногда розоватая. Годовалые ветки буро-серые, обильно усеянные смолистыми бородавочками и густо опушённые.
Листья ромбически-яйцевидные до почти обратнояйцевидных, длиной 1,5—3 (до 4) см, шириной 1—1,5 см, у основания широко-клиновидные или тупоугольные, от основания цельнокрайные, выше зубчатые, на верхушке коротко заостренные, реже тупые, на слабо опушённых или голых черешках длиной 0,5—1 см.
Пестичные серёжки на коротких ножках длиной 2—9 мм, расположены на коротких боковых веточках, обычно снабжённых двумя листьями, продолговато-овальные, длиной 1—2,2 см, диаметром 7—8 мм. Прицветные чешуйки обратно-клиновидные, с обеих сторон опушённые, по краю ресничатые, трёхлопастные, длиной 4,5—б мм, шириной 2,3 мм; средняя лопасть продолговатая или почти ланцетовидная, боковые вверх обращенные, слегка лишь отклонённые, несколько короче средней, реже равны ей.
Орешек (плод) широкоэллиптический, длиной 2,5—3 мм. Крылья немного или в полтора раза шире орешка.

## Таксономия
Вид Берёза мелколистная входит в род Берёза (Betula) подсемейства Берёзовые (Betuloideae) семейства Берёзовые (Betulaceae) порядка Букоцветные (Fagales).
|  |                                      |  |                                                             |                                                             |                     |  | ещё 7 семейств (согласно Системе APG II) | ещё 7 семейств (согласно Системе APG II)                   |                                                            |  |  |  | ещё 1—2 рода        | ещё 1—2 рода            |  |  |
|  |                                      |  |                                                             |                                                             |                     |  | ещё 7 семейств (согласно Системе APG II) | ещё 7 семейств (согласно Системе APG II)                   |                                                            |  |  |  | ещё 1—2 рода        | ещё 1—2 рода            |  |  |
|  |                                      |  |                                                             | порядок Букоцветные                                         |                     |  |                                          |                                                            | подсемейство Берёзовые                                     |  |  |  |                     | вид Берёза мелколистная |  |  |
|  |                                      |  |                                                             | порядок Букоцветные                                         |                     |  |                                          |                                                            | подсемейство Берёзовые                                     |  |  |  |                     | вид Берёза мелколистная |  |  |
|  | отдел Цветковые, или Покрытосеменные |  |                                                             |                                                             | семейство Берёзовые |  |                                          |                                                            | род Берёза                                                 |  |  |  |                     |                         |  |  |
|  | отдел Цветковые, или Покрытосеменные |  |                                                             |                                                             |                     |  |                                          |                                                            |                                                            |  |  |  |                     |                         |  |  |
|  |                                      |  | ещё 44 порядка цветковых растений (согласно Системе APG II) | ещё 44 порядка цветковых растений (согласно Системе APG II) |                     |  |                                          | ещё одно подсемейство, Лещиновые (согласно Системе APG II) | ещё одно подсемейство, Лещиновые (согласно Системе APG II) |  |  |  | ещё более 110 видов |                         |  |  |
|  |                                      |  |                                                             | ещё 44 порядка цветковых растений (согласно Системе APG II) |                     |  |                                          |                                                            | ещё одно подсемейство, Лещиновые (согласно Системе APG II) |  |  |  |                     |                         |  |  |